# Бивша основна школа у Чачку
Бивша основна школа у Чачку је грађена 1903. године и представља посебан пример школских зграда.  У то време била је једна од највећих и најрепрезентативнијих у Србији.
Данас се у овом објекту налази Економска школа Чачак.

## Архитектура
Ова угаона грађевина са фронтовима око 27 и 44 м на самом углу има округао простор у коме је решен улаз са степеништем за спрат, са два крака по кривини и са трећим, правим у средини. Из овог кружног степеништа улази се у простран вестибил у основи угла, у облику неправилног шестоугаоника, из кога воде ходници за учионице у оба крила зграде. 
Истраживање повољнијег осветљења учионица навело је пројектанта да ходник, на дужем фронту реши према улици а тракт учионица из дворишта. На оваква решења наишли смо већ код школске зграде у Алексинцу архитеката Д. Ђорђевића и М. Рувидића и др. Међутим, у Чачку, повезивање тога ходника са вестибилом компликовало је саобраћај преко изломљенох његовог везног дела. У спољној архитектури само решење угла представља ниску, релативно тешку масу, завршену пуном атиком, и конусним кубетом и вероватно је изведено под утицајем много елегантнијег остварења на Официрском дому у Београду, архитеката Илкића и Рувидића. На овој кружној маси у осовини угла је улаз, класично уоквирен пиластрима, са венцем и тимпаноном, док су бочни зидови, по кривини, пуни, у рустици, као и остали делови бочних фасада у приземљу са усеченим прозорима. Кордонски венац одваја горњи спрат где су између лизена у лакшој рустици усечена поља са прозорима чији оквири и декоративни мотиви подсећају на слична решења на фасадама школских зграда архитектуре Д. Ђорђевића. Нешто богатије је обрађена округлина угла на спрату, са већим полукружним прозорима оивиченим уским деловима пиластера и архиволтама, а затим уоквиреним јонским пиластрима и лизенама који носе цео главни венац и атику. Целокупна композиција представља извесно ослобађања од схематских академских концепција, али не и од класичних архитектонских елемената, док угаона округла маса несразмерних односа даје тежак утисак.